# Caccia disperata
Caccia disperata (The Ticket), conosciuto anche con il titolo Un biglietto per morire, è un film per la televisione del 1997 diretto da Stuart Cooper e con protagonista Shannen Doherty.
Trasmesso negli Stati Uniti il 6 agosto 1997 sulla rete via cavo USA Network, in Italia il è andato in onda in prima visione su Canale 5 il 27 giugno 2000.

## Trama
Per una donna come CeeCee Reicker l'amore è un sentimento che va conquistato e non comperato. Anche quando suo marito Keith vince alla lotteria la bellezza di 23 milioni di dollari, CeeCee non è sicura che quei soldi potranno riparare ad un matrimonio ormai a pezzi.
Controvoglia accetta di partire con Keith e il loro figlio tredicenne per ritirare la vincita. Un viaggio che si rivelerà fatidico. L'aereo viene sabotato ed è obbligato ad un atterraggio di fortuna nel bel mezzo di una landa deserta. CeeCee si rende conto di essere vittima di un complotto organizzato da alcuni e spietati conoscenti per impossessarsi del biglietto vincente.